# Jean-Marie Gaspar
Jean-Marie Gaspar, född 29 april 1861 i Arlon, död 17 februari 1931 i Uccle, var en belgisk skulptör.
Gaspar väckte mycken uppmärksamhet på världsutställningen i Paris 1889 med gruppen Enleveringen (två krigare, som bortför en kvinna). Bland hans övriga arbeten märks Indian till häst, Tigrinna, Lejon, Panter (de tre sistnämnda i botaniska trädgården i Bryssel) samt flickgruppen Adolescentes.